# Kville härad
Kville härad var ett härad i norra Bohuslän inom nuvarande Tanums kommun. Häradets areal var 207,15 kvadratkilometer varav land 206,19.  Tingsställe var Rabbalshede i Kville socken från 1684 till 1903. 1904 flyttades tingsstället till Hede (Tanumshede) i Tanums socken och Tanums härad, och 1918 till Strömstad.

## Namnet
Namnet innehåller namnet på en av socknarna eller möjligen på bygden och skrevs 1250 A Quilldum. Det innehåller ordet kvill (fornsvenska kvild), troligen i betydelsen "å-gren" eller "ställe där en mindre å rinner in i en större", vilket kan syfta på hur mindre bäckar rinner ut i ån Jorälven.

## Socknar
- Bottna
- Kville
- Svenneby

## Geografi
Häradet har Bottnefjorden i söder och tätorten Fjällbacka i norr. Trakten består av skärgård och strand med kala klippor. Fastlandet är skoglöst med bördig jordbruksmark fördelad på dalar.
I Kville socken finns borgruinen Karlsborg (Hornborgs slott). Enda senare sätesgård var Stora Vrems säteri i Kville socken.
Häradets gästgiverier fanns vid tingsstället Rabbalshede (Kville socken) samt i Fjällbacka (Kville), Kville (kyrkby i Kville socken) och Skärholmen (Bottna).

## Län, fögderier, domsagor, tingslag och tingsrätter
Häradet hör sedan 1998 till Västra Götalands län, innan dess från 1680 till Göteborgs och Bohus län, före 1700 benämnd Bohus län. Kyrkligt tillhör församlingarna Göteborgs stift
Häradets socknar hörde till följande fögderier:
- 1686-1966 Norrvikens fögderi
- 1967-1990 Strömstads fögderi

Häradets socknar tillhörde följande domsagor, tingslag och tingsrätter:
- 1681 Kville tingslag i Bullarens, Lane, Stångenäs, Sotenäs, Tunge, Sörbygden, Kville, Tanum och Vette häraders domsaga
- 1682-1801 Kville och Bullarens tingslag i 
  - 1682 Bullarens, Lane, Stångenäs, Sotenäs, Tunge, Sörbygden, Kville, Tanum och Vette häraders domsaga
  - 1683-1697 Bullarens, Sotenäs, Tunge, Sörbygden, Kville, Tanum och Vette häraders domsaga
  - 1698-1801 Bullarens, Kville, Tanum och Vette häraders domsaga
- 1801-1903 Kville tingslag i Bullarens, Kville, Tanum och Vette häraders domsaga, från mitten av 1800-talet kallad Norrvikens domsaga
- 1904-1926 Kville, Tanums och Bullarens tingslag i Norrvikens domsaga
- 1927-1970 Norrvikens tingslag i Norrvikens domsaga
- 1971-2004 Strömstads tingsrätt och dess domsaga
- 2004- Uddevalla tingsrätt och dess domsaga

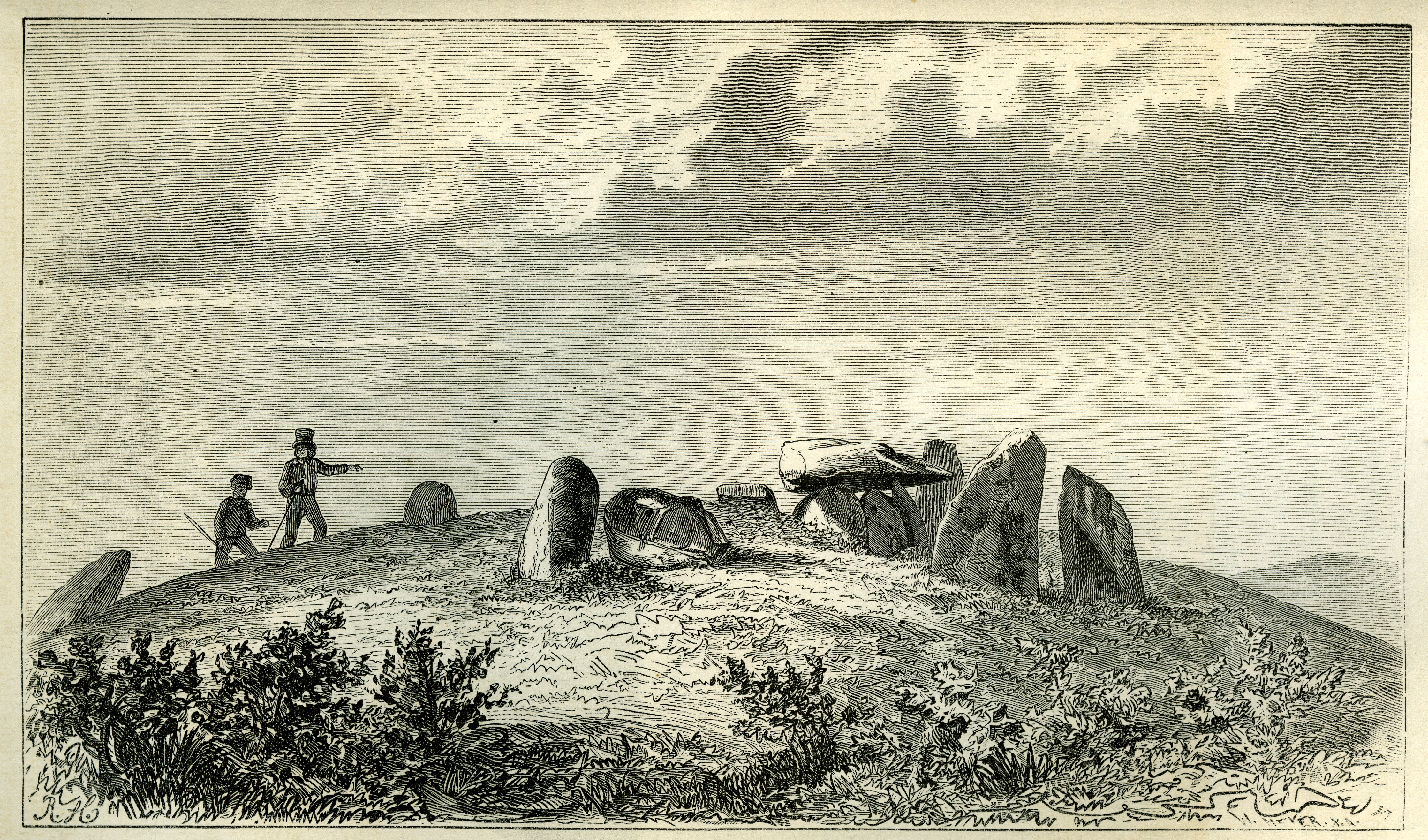
Träsnitt av långdösen vid Vrångstad i Bottna socken.
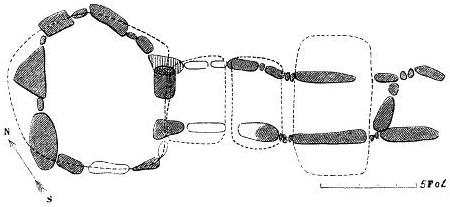
Planskiss över gånggriften i Tyfta i Svenneby socken.
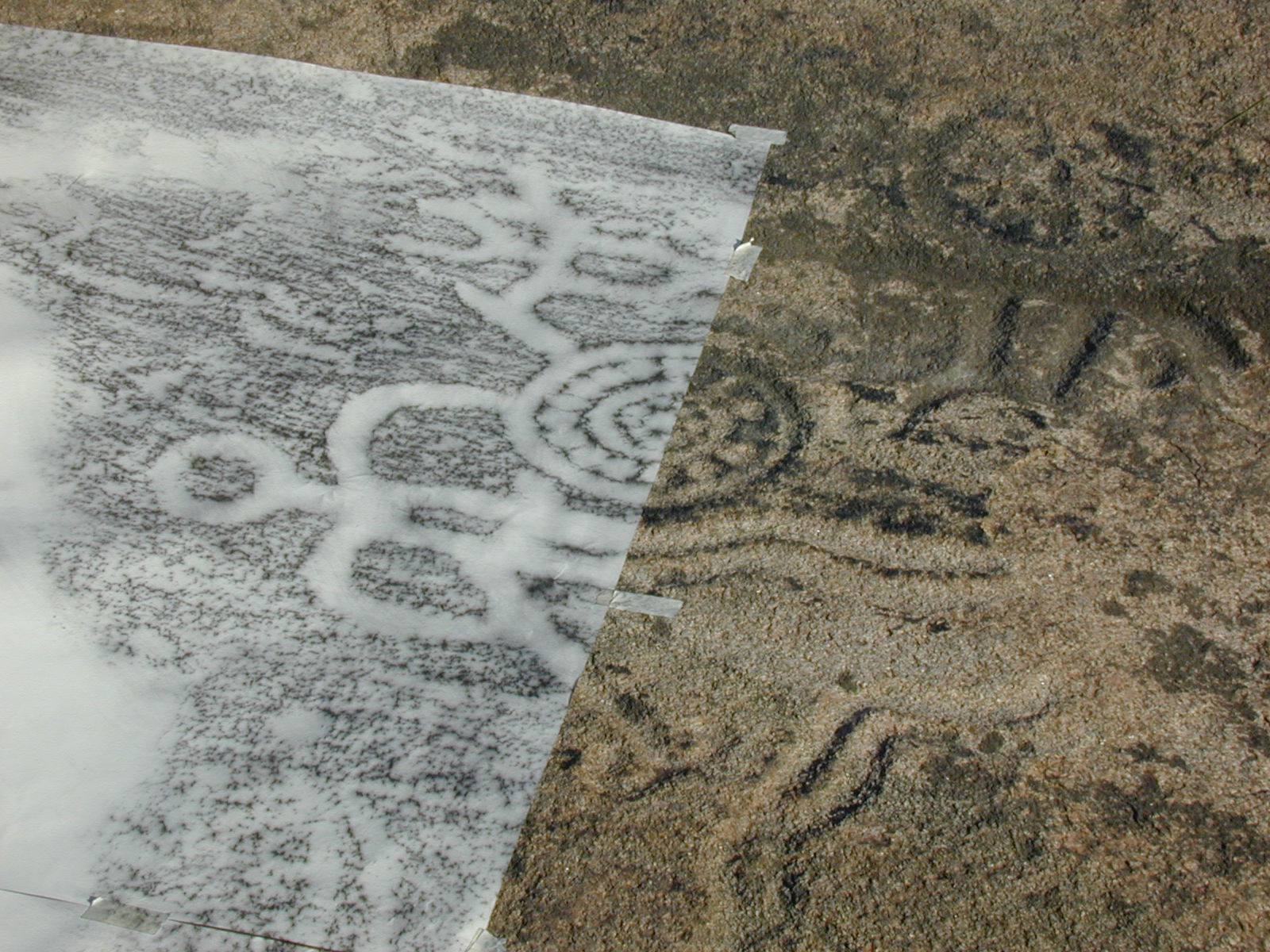
Dokumentation av hällristningar från bronsåldern i Hede i Kville socken.
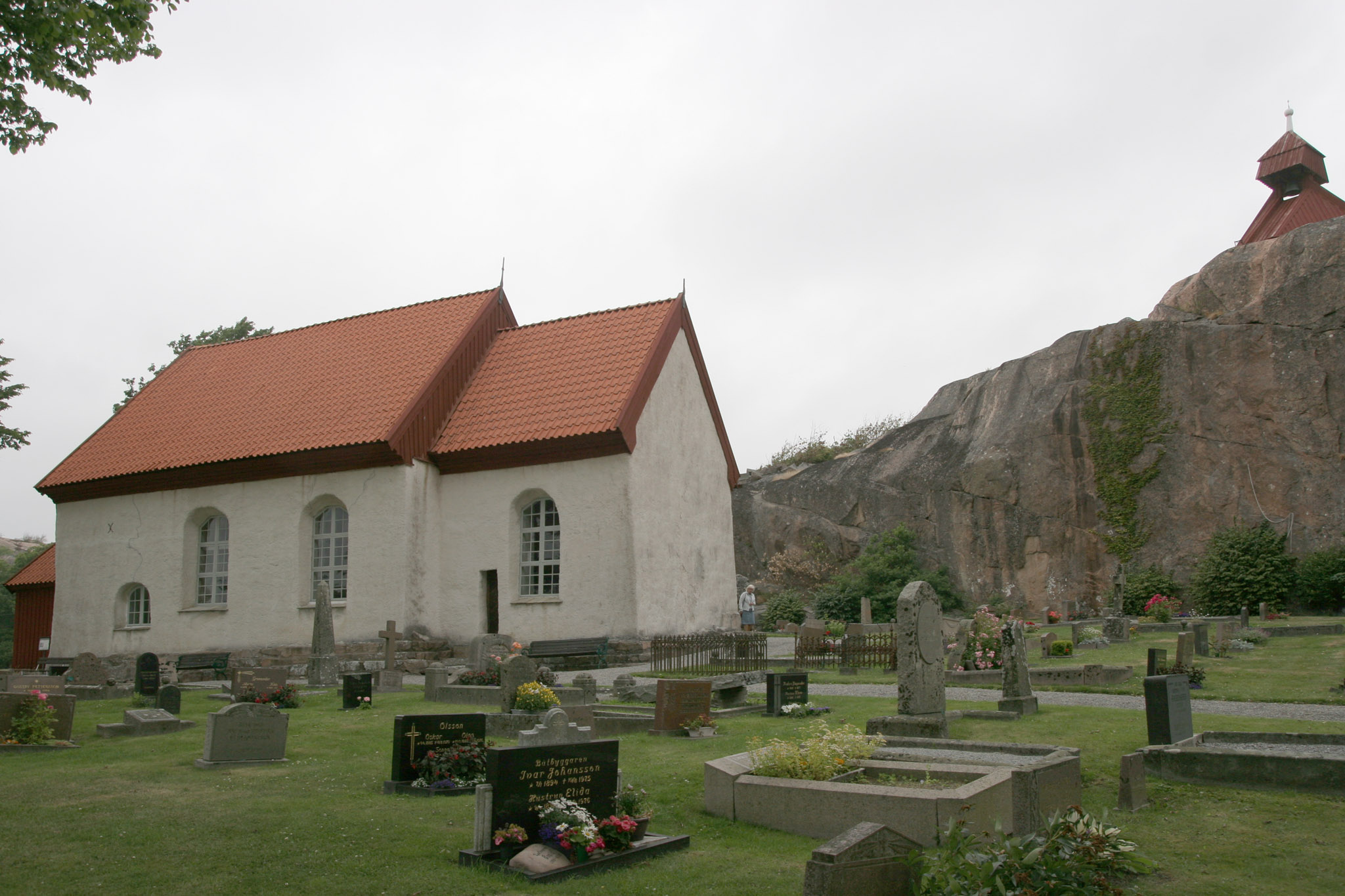
Svenneby gamla kyrka är en romansk kyrka.
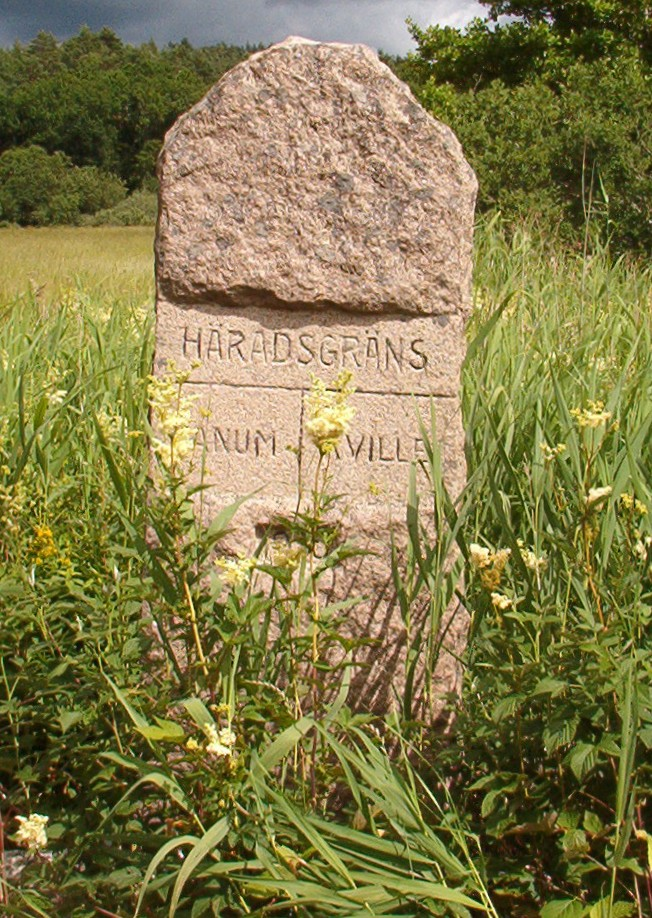
Gränssten som markerar gränsen mellan Kville och Tanums härader.